# 蒂斯科區
蒂斯科區（西班牙語：Distrito de Tisco），是秘魯的一個區，位於該國南部阿雷基帕大區的卡伊尤馬省，面積1,445.02平方公里，海拔高度4,188米，2005年人口2,249，人口密度每平方公里1.6人。